# Радика
Радика (мкд. Радика, алб. Radikes) је река која извире на планини Враца (део велике Шар-планине), на надморској висини од 2.200 м., на југозападу Косова и Метохије па затим већим делом тече на западу Северне Македоније, до свог ушћа у Црни Дрим. Радика је укупно дугачка 67 km. Слив Радике обухвата 665 km². Није пловна.
На самом извору Радика је поток под именом Црни Камен који извире на падинама планине Враца, јужног дела Шар-планине, испод врха Голема Враца 2.582 метра. Поток Црни Камен у почетку тече на запад, кроз крај који се зове - Гора, затим савија уз планину Враца и затим право на југ на македонску границу где се спаја са другом притоком Ћафа Кадис, од македонске границе река носи назив Радика.
Горња Радика је дуга само 8 km дуга, и захваљујући људској интервенцији сада деломично припада сливу Егејског мора, док доњи ток Доње Радике тече према Јадранском мору. Код села Волковија направљен је систем канала који одводи део вода до вештачког Мавровског језера (код села Маврови Анови) а затим подземним цевима у реку Вардар.
На свом 44 km дугом току, Радика тече према југу, затим пролази кроз 1 km дубоку клисуру између планина Кораб и Дешат на западу а Бистре и Стогова на истоку.
Долина реке Радике је веома атрактивна, у њој се налази манастир Свети Јован Бигорски (1 km од села Ростуше), затим термално купалиште и лечилиште Косовратска бања, са сумпорном водом од 49 °C. У долини се налазе и питорескна села са оригиналном македонском народном архитектуром, као што су; Битуше, Јанче, Гари, Лазаропоље и друга. Након тога река Радика утиче у Црни Дрим, 4 km јужније од града Дебра, односно утиче у вештачко Дебарско језеро, које даље тече као река Црни Дрим према Јадранском мору.
- На свом путу до ушћа у Црни Дрим, прима четири веће притоке; Рибницу, Мавроску реку, Жировничку реку и Малу реку
- Вода реке Радике је изузетно хладна, чиста и бистра, има тамнозелену боју, због велике концентрације калцијум карбоната.
- Река има велики хидропотенцијал, који се деломично користи у њеном горњем току. Каналима се део вода Радике одводи до Мавровског језера, којег пуне водом, а из језера вода се подземним каналима одводи до Вардара. Ту је изграђена хидроелектрана Врбен.
- Долина реке је одувек била траса путева који повезују градове у котлинама западне Македоније, Гостивар, Дебар, Тетово и Охрид.